# I folkviseton
I folkviseton är en dikt med inledningsorden Kärleken kommer och kärleken går, ingen kan tyda dess lagar, av Nils Ferlin, publicerad i diktsamlingen Från mitt ekorrhjul 1957. 

## Musik
Dikten har tonsatts flera gånger, bland annat av
- Olav Gerthel (1959) för sång och piano
- Hilding Hallnäs (1969) för blandad kör a cappella
- Torgny Björk (1970)
- Erik Blomberg (1990) för blandad kör a cappella

## Torgny Björks tonsättning
Björk sjöng själv in den 1970. I en inspelning av Anita Skorgan låg melodin på Svensktoppen i sju veckor under perioden 20 mars-12 juni 1977, med sjätteplats som bästa resultat där.
Sången har även spelats in av bland andra Rolf Wikström på albumet ”Mitt hjärta är ditt” 1989 (ett album med enbart Ferlin-tolkningar), Lotta Engberg tillsammans med Jarl Carlsson på deras vispopalbum "Kvinna & man" från 2005, Christer Sjögren (2003 på albumet För kärlekens skull), samt Stockholms Studentsångare (2003 på albumet Välkommen till våren).